# Ломоносовский проспект (станция метро)
«Ломоно́совский проспе́кт» — станция Московского метрополитена на Солнцевской линии. Расположена в районе Раменки (ЗАО); названа по одноимённому проспекту. Открыта 16 марта 2017 года в составе участка «Парк Победы» — «Раменки». Колонная двухпролётная станция мелкого заложения с одной островной платформой.

## История

### Проектирование
Станция на пересечении Мичуринского и Ломоносовского проспектов планировалась с начала 1990-х годов.
По реализованному проекту трасса линии прошла вдоль Минской улицы, улицы Улофа Пальме, Университетского и Мичуринского проспектов ввиду небезопасности прокладки тоннеля под жилой застройкой. Станция «Ломоносовский проспект» относительно нереализованных проектов была перенесена северо-восточнее вдоль Мичуринского проспекта. В ответ на жалобы населения о невостребованности северного выхода, ведущего только к посольству Китая и Ботаническому саду МГУ, было принято решение о переносе станции на 200 метров на юго-запад для лучшей доступности от кварталов по улицам Столетова и Шувалова. Местные жители также были обеспокоены возможностью ликвидации части парка у посольства для строительства северного выхода станции; по окончательному проекту выход из северного вестибюля был спланирован только на юго-восточную сторону Мичуринского проспекта.

### Строительство перегонных тоннелей
8 февраля 2013 года была начата прокладка левого тоннеля от станции «Ломоносовский проспект» в сторону «Парка Победы» при помощи ТПМК Herrenknecht «Наталия», а 4 апреля 2013 года — правого при помощи ТПМК Herrenknecht «Людмила». Длина перегона между станциями — 4,9 км; в месяц в среднем проходилось 250 метров. Весной 2014 года оба ТПМК вплотную подошли к «Минской», на некоторое время были остановлены и летом возобновили проходку в сторону станции «Парк Победы».
31 мая 2013 года началась проходка левого перегонного тоннеля от станции «Раменки» в сторону «Ломоносовского проспекта» при помощи ТПМК «Светлана». 15 декабря того же года он вышел в демонтажной камере «Ломоносовского проспекта», после чего 17 декабря началась проходка правого перегонного тоннеля в обратную сторону, которая также успешно завершилась 2 июля 2014 года. Длина перегона между станциями составляет 1189 метров.

### Строительство станции
Геолого-разведочные работы на месте будущей станции стартовали в декабре 2011 года, к строительству приступили в апреле 2012 года. В конце марта 2014 года завершилось бетонирование станции в конструкциях, в ноябре того же года начались отделочные работы. 14 сентября 2016 года было объявлено о завершении отделочных работ.
| - Станция в процессе строительства - Путевой зал, 18.01.2016 - Платформа, 18.01.2016 - Лестница на станции, 18.01.2016 - Демонтажная камера, 18.01.2016 |

### Ввод в эксплуатацию
- 30 декабря 2016 года мэр Москвы Сергей Собянин провёл технический пуск участка метро «Деловой центр» — «Раменки» Солнцевской линии[15].
- С начала 2017 года производилась обкатка нового участка без пассажиров. Изначально планировалось открыть новый участок для пассажиров вскоре после технического запуска в течение февраля[16][17], однако сроки обкатки линии и пусконаладочных работ затянулись на 2,5 месяца.
- Станция открылась 16 марта 2017 года[18] в составе участка «Парк Победы» — «Раменки», после ввода в эксплуатацию которого в Московском метрополитене стало 206 станций.

АО «Мосинжпроект» — управляющая компания по строительству станции метро.

## Архитектура и оформление

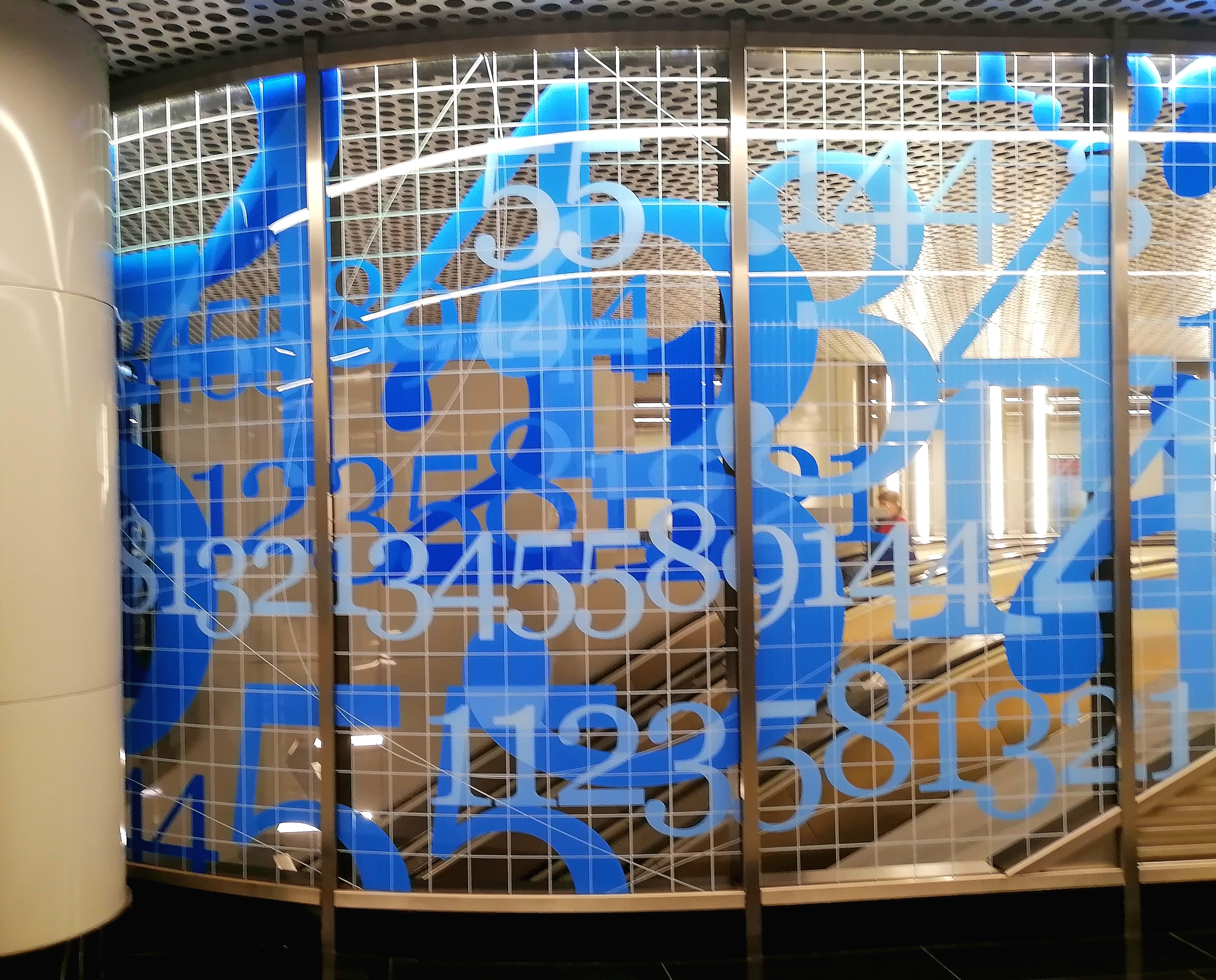
Числа Фибоначчи в интерьере станции

Станция «Ломоносовский проспект» построена по типовому проекту, разработанному авторским коллективом под руководством Леонида Борзенкова, в который входили Михаил Волович, Сергей Костиков, Тамара Нагиева, Наталья Солдатова, Василий Уваров, Игорь Земляницкий и Галина Джавадова. Данный проект был предложен ОАО «Метрогипротранс» для станций участка «Ломоносовский проспект» — «Очаково».
Станции участка Минская — Раменки созданы колонными двухпролётными мелкого заложения с одной островной платформой шириной 12 метров. На потолке, путевых стенах и обращённых к ним гранях колонн предложены многослойные металлические панели с ячеистым заполнением и шлифованной поверхностью нейтрального серого цвета, часть стен вестибюлей выполнены из объёмного глазурованного керамического камня тех же тонов. Станции отличаются друг от друга фоновым цветом и тематическими рисунками подсвеченных стеклянных панелей, которые имеются на некоторых стенах вестибюлей и обращённых к выходам гранях платформенных колонн, причём рисунок переходит с одной колонны на другую. Для станции «Ломоносовский проспект» предложены выполненные на синем фоне рисунки «с графическими элементами в виде пересекающихся рядов цифр, символизирующих точные науки и отражающие связь станции с расположенным вблизи университетом и научной деятельностью Ломоносова». Использованные в оформлении ряды цифр являются фрагментами последовательности чисел Фибоначчи (1, 1, 2, 3, 5, 8, 13, 21, 34, 55, 89 и так далее).
| - Путевой зал - Платформа - Поезд на станции - Название станции на путевой стене |

## Расположение и вестибюли
Станция располагается вдоль Мичуринского проспекта, с северо-восточной стороны от его пересечения с Ломоносовским проспектом. Она имеет два подземных вестибюля: юго-западный связан с платформой лестницами и совмещён с подземными пешеходными переходами под площадью Индиры Ганди, а северо-восточный связан с платформой эскалаторами и обеспечивает выход на юго-восточную сторону Мичуринского проспекта ближе к улице Академика Хохлова и вблизи от здания Института механики МГУ. В общей сложности на уровень земли ведут шесть лестничных спусков, накрытых пятью типовыми стеклянными павильонами. Доступность маломобильным пассажирам обеспечивают лифты с платформы до уровня вестибюлей и из переходов до уровня земли (которые пока не работают). Для предотвращения негативного влияния на здания Института механики МГУ станция имеет повышенную виброзащиту пути.
| - Вестибюль - Лестничный спуск - Билетные кассы - Турникеты |

## Нереализованные проекты
Станция на пересечении Мичуринского и Ломоносовского проспектов с рабочим названием «Ломоносовский проспект» была предусмотрена проектами Солнцевской линии, разработанными институтом «Метрогипротранс» в начале 1990-х годов. При этом она присутствовала:
- в варианте продления в Солнцево Арбатско-Покровской линии от станции «Парк Победы» вдоль Минской улицы, Университетского и Мичуринского проспектов;
- в варианте строительства скоростной линии Мытищи — Солнцево хордового направления, проходящей через проектировавшуюся третью станцию «Парк Победы» (перпендикулярную к двум строившимся) и выходящей на ось Мичуринского проспекта.
  - В обоих этих вариантах станция «Ломоносовский проспект» предлагалась мелкого заложения с размещением юго-западнее пересечения двух проспектов, с предусмотрением возможности переложения Ломоносовского проспекта в тоннеле. Для обслуживания жилых районов, находящихся к северу, проектировалась ещё одна станция, «Мосфильмовская» — мелкого заложения на пересечении Мосфильмовской улицы с Университетским проспектом для первого варианта и глубокого на пересечении со 2-м Мосфильмовским переулком для второго.
- Согласно третьему предлагавшемуся варианту — продления в Солнцево Арбатско-Покровской линии через Матвеевское — линия не вела бы через северную часть района Раменки[22].

Проекты Солнцевского радиуса середины 2000-х годов базировались на первом из этих вариантов, однако трассировка линии была изменена на более короткую: вдоль Минской улицы с выходом на ось Мичуринского проспекта без изгиба до Университетского проспекта. Промежуточных станций между «Минской» и «Винницкой улицей» (ныне — «Раменки») при этом не планировалось.

## Наземный общественный транспорт
На этой станции можно пересесть на следующие маршруты городского пассажирского транспорта:
- Автобусы: м17, м19, е29, 1, 57, 67, 103, 113, 130, 150, 260, 266, 325, 419, 464, 470, 661, 715, 845, 934

## Станция в цифрах
- Таблица времени прохождения первого поезда через станцию[26]:

| По чётным числам            | Будние дни | Выходные дни |
| По нечётным числам          | Будние дни | Выходные дни |
| В сторону станции «Минская» | 05:46:00   | 05:46:00     |
| В сторону станции «Минская» | 05:46:00   | 05:46:00     |
| В сторону станции «Раменки» | 06:05:00   | 06:05:00     |
| В сторону станции «Раменки» | 06:05:00   | 06:05:00     |